# طاعون رقص ۱۵۱۸

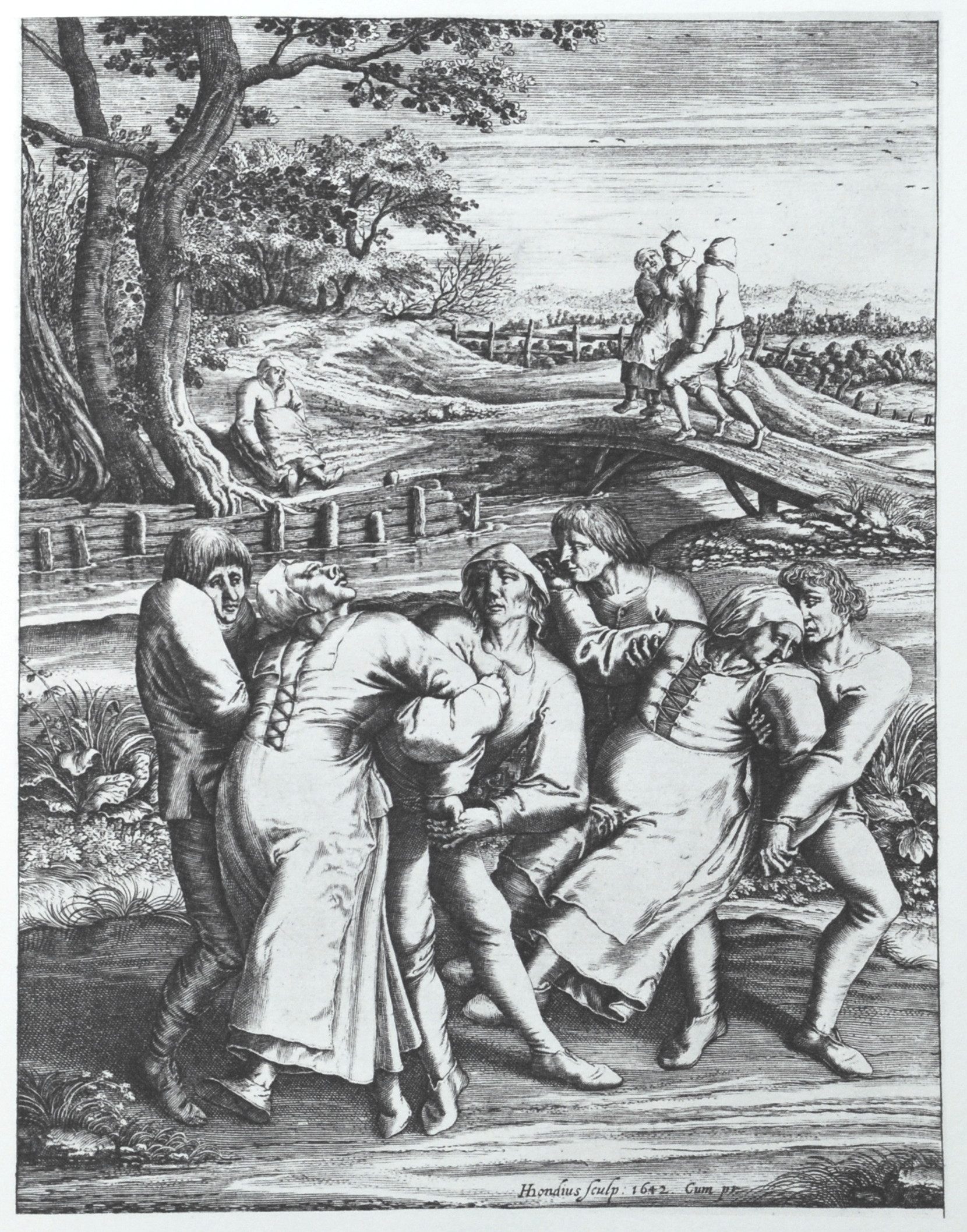

طاعون رقص ۱۵۱۸ (انگلیسی: Dancing plague of 1518) یک مورد جنون رقص بود که در ژوئیه ۱۵۱۸ در استراسبورگ، آلزاس (فرانسه امروزی)، در امپراتوری مقدس روم رخ داد. در این واقعه در روستایی بین ۵۰ تا ۴۰۰ نفر روزهای پیاپی به رقص پرداختند و اکثراً به علت خستگی یا سکته از پا درآمدند.